# Walddorf (Ihrlerstein)
Walddorf ist eine Gemarkung im Landkreis Kelheim.
Die Gemarkung mit nur einem Gemarkungsteil liegt im Gebiet der Gemeinde Ihrlerstein. Auf der Gemarkung liegen Ihrlersteins Gemeindeteile Kleinwalddorf, Osterthal, Palmberg, Rappelshofen, Sausthal und Walddorf und der nördliche Teil des Pfarrdorfs Ihrlerstein.

## Geschichte
Bis zum Jahresende 1934 bestand die Gemeinde Walddorf. Aus ihr und der Gemeinde Neukelheim entstand zum 1. Januar 1935 als Neubildung die Gemeinde Ihrlerstein.
Die Gemeinde Walddorf im Bezirksamt Kelheim hatte 1925 eine Fläche von 1352,11 Hektar und 627 Einwohner, davon lebten 286 im Kirchdorf Walddorf. Die weiteren Orte der Gemeinde waren die Dörfer Palmberg, Rattelshofen und Sausthal, der Weiler Kleinwalddorf und die Einöden Osterthal und Rotthal. Alle Orte gehörten damals zur katholischen Pfarrei Ihrlerstein und dem Sprengl der Schule in Walddorf. In der Zeit zwischen 1840 und 1933 schwankte die Einwohnerzahl der Gemeinde zwischen 466 (1840) und 672 (1885).